# Người Cờ Lao
Người Cờ Lao, các tên gọi khác Gelao, Ke Lao, tên tự gọi: Klau (tiếng Trung: 仡佬族 hay người Ngật Lão, tiếng Anh: Gelao) là một dân tộc cư trú ở vùng nam Trung Quốc và bắc Việt Nam. Họ là một trong số 54 dân tộc Việt Nam  và 56 dân tộc Trung Quốc được công nhận một cách chính thức.
Tổng số người Cờ Lao tại hai quốc gia này khoảng 438.200-594.000 người (theo các nguồn khác nhau). Dân tộc Cờ Lao chủ yếu sinh sống tại khu vực phía tây tỉnh Quý Châu, Trung Quốc. Một số ít sinh sống tại các tỉnh Quảng Tây, Vân Nam, Tứ Xuyên. Tại Việt Nam theo Điều tra dân số năm 2019 có 4.003 người , sinh sống tại các huyện Đồng Văn và Hoàng Su Phì thuộc tỉnh Hà Giang. Tín ngưỡng chính là đa thần, thờ phụng tổ tiên.

## Ngôn ngữ
Tiếng Cờ Lao thuộc về hệ ngôn ngữ Tai-Kadai, nhưng ngày nay chỉ còn rất ít người Cờ Lao còn nói được thứ tiếng này. Do các phương ngữ Cờ Lao khác nhau rất nhiều, nên tại Trung Quốc, tiếng Quan Thoại đã được sử dụng như là ngôn ngữ chung (lingua franca) và hiện nay là thứ tiếng chung được nhiều người Cờ Lao sử dụng. Các tiếng H'Mông, Di và Bố Y cũng được sử dụng. Tiếng Cờ Lao không có bảng chữ cái riêng. Các ký tự của tiếng Trung được người Cờ Lao tại Trung Quốc sử dụng để thay thế.

## Trang phục
Quần áo truyền thống của đàn ông bao gồm áo vét và quần dài. Phụ nữ mặc áo vét ngắn và váy hẹp được chia thành ba phần: phần trên được may tỉ mỉ bằng len đỏ trong khi hai phần còn lại là vải được viền các màu đen và trắng. Cả đàn ông lẫn đàn bà đều dùng khăn quàng cổ dài.

## Tại Việt Nam
Về tộc danh thì người Cờ Lao tự gọi mình là Thư ngay từ những ngày đầu di cư sang Việt Nam, trong đó có ba ngành Thư khác nhau là Trắng, Đỏ và Xanh.

### Dân số và địa bàn cư trú
Theo Tổng điều tra dân số và nhà ở năm 2009, người Cờ Lao ở Việt Nam chỉ có dân số 2.636 người, nhưng có mặt tại tới 39 trên tổng số 63 tỉnh, thành phố. Người Cờ Lao cư trú tập trung chủ yếu tại tỉnh Hà Giang (2.301 người, chiếm 87,3% tổng số người Cờ Lao tại Việt Nam), ngoài ra còn có ở Tuyên Quang (69 người), Hà Nội (50 người), Thành phố Hồ Chí Minh (25 người).
Tại Hà Giang, người Cờ Lao cư trú tại các địa phương như xã Bạch Đích, Phú Lũng huyện Yên Minh, các xã Sính Lủng và Phố Là, huyện Đồng Văn và xã Túng Sán, huyện Hoàng Su Phì. Tại xã Túng Sán, Hoàng Su Phì, họ chiếm đa số tương đối (trên 40%).

### Tổ chức cộng đồng
Mỗi bản người Cờ Lao có khoảng 15-20 nhà. Mỗi nhà là một gia đình nhỏ gồm vợ chồng và con cái, con trai có vợ ít khi ở chung với bố mẹ. Mỗi nhóm Cờ Lao có một số họ nhất định. Các con đều theo họ cha.
Người Cờ Lao ở nhà đất thường ba gian hai chái. Mái lợp tranh. Ở Hoàng Su Phì đôi khi người ta lợp bằng những máng nứa theo kiểu lợp ngói âm dương. Vách đan bằng nứa, có khi người ta đan bằng những cây gỗ nhỏ.
Ở Đồng Văn, người Cờ Lao làm nương, gieo trồng ngô ở hốc núi đá. Ở Hoàng Su Phi, họ làm ruộng nước và nương núi đất, trồng lúa là chính. Nghề thủ công phổ biến của người Cờ Lao là đan lát và làm đồ gỗ, sản phẩm là phên, cót, nong, bồ, bàn ghế, yên ngựa v.v.

### Phong tục, văn hóa
Theo phong tục con trai cô được lấy con gái cậu. Phụ nữ Cờ Lao khi mang thai thường kiêng cữ cẩn thận để sinh đẻ dễ, con khỏe mạnh. Ở vùng Đồng Văn, người Cờ Lao đốt nhau thai của đứa trẻ sơ sinh thành than rồi đem bỏ vào hốc đá trên rừng, tránh để cho chó hay lợn giẫm vào. Đứa trẻ sinh ra được 3 ngày 3 đêm (nếu là con trai), 2 ngày 3 đêm (nếu là con gái), thì bố mẹ làm lễ đặt tên cho con. Đứa con đầu lòng được bà ngoại đặt tên cho. Người Cờ Lao chết đi được làm lễ chôn cất và lễ chay. Người Cờ Lao có tục khi chôn cất thì xếp đá thành từng vòng quanh mộ (mỗi vòng đá tương ứng với 10 tuổi của người chết), rồi lấp đất kín những vòng đá ấy.
Hàng năm người Cờ Lao có những ngày lễ, tết theo âm lịch như 3 tháng 3, 5 tháng 5, 15 tháng 7, 9 tháng 9 v.v. và Tết Nguyên Đán là lớn nhất.

### Trang phục
Cá tính trang phục không rõ ràng, chịu ảnh hưởng của trang phục (hay gần gũi) với cư dân thuộc nhóm ngôn ngữ Tày - Thái như Tày, Nùng Giáy v.v về kỹ thuật và phong cách mỹ thuật.
- Trang phục nam: Đàn ông Cờ Lao mặc quần như nhiều dân tộc vùng biên giới phía Bắc
- Trang phục nữ: Phụ nữ Cờ Lao mặc quần, áo dài 5 thân cài nách, dài quá đầu gối, được trang trí bằng nhiều miếng vải khác màu khâu đáp lên ngực áo từ giữa ngực sang nách phải, theo mép xẻ.